# Атабалов, Байджан
Байджан Атабалов — советский хозяйственный, государственный и политический деятель, Герой Социалистического Труда.

## Биография
Родился в 1927 году в селе Эгригузер. Член КПСС с 1966 года.
С 1943 года — на хозяйственной, общественной и политической работе. В 1943—1987 гг. — тракторист, механик-водитель хлопкоуборочной машины, бригадир механизированной хлопководческой бригады колхоза «Ашхабад» Марыйского района Марыйской области Туркменской ССР.
Указом Президиума Верховного Совета СССР от 10 февраля 1975 года присвоено звание Героя Социалистического Труда с вручением ордена Ленина и золотой медали «Серп и Молот».
За существенное повышение эффективности и качества работы и получение на этой основе высоких урожаев овощей, картофеля, винограда, хлопка, табака и кормовых культур был в составе коллектива удостоен Государственной премии СССР 1978 года.
Жил в Туркмении.